# ولاد رزق 2 (فلم)
ولاد رزق 2 هو فيلم أكشن مصري صدر سنة 2019، من إخراج طارق العريان، وتأليف صلاح الجهيني، وإنتاج سينرجي للإنتاج الفني، ومن بطولة أحمد عز، وعمرو يوسف، وأحمد الفيشاوي، ومحمد ممدوح، وأحمد داود، وكريم قاسم. بعد مرور ثلاث سنوات على نهاية الجزء الأول، يسعى الأخوة الأربعة جاهدين للابتعاد عن حياة الجريمة والسرقة التي كانوا يعيشونها سابقًا. لكن حدث مفاجئ يطرأ على حياتهم ويغير مجرى الأمور، مما يضعهم في مواجهة مع مجرمين محترفين ويأخذهم إلى عالم جديد مليء بالمخاطر

## القصة
مرت ثلاث سنوات على توبة ولاد رزق، وتدهورت أحوالهم المادية. فقد تزوج رضا من جارته حنان وأنجب منها طفله رزق، وافتتح ورشة والده للسيارات، ولكن لم تكن الأمور على ما يرام، فاضطر لبيع مصاغ زوجته حنان. أما الأخ ربيع، فقد عمل بودي جارد لراقصة وفتاة ليل، بينما رجب، بعد إدمانه البرشام، عمل كعامل ديلفري. أما رمضان، فقد فقد عينه وأصابعه، ولم يجد عملاً إلا في دورة مياه أحد الملاهي الليلية. ونتيجة لتدهور حياتهم، تبعهم عاطف سرحان.
كانت المفاجأة بظهور الضابط السابق رؤوف، الذي افتتح محطة بنزين بعد فصله من الخدمة، وعرض عليهم العمل معه، ليكون طوق النجاة للجميع. عرض عليهم إمدادهم بمعلومات عن عمليات سرقة مقابل الثلث له والثلثين لهم. وكانت أول عملية لهم السطو على محل مجوهرات مقابل مبلغ مليون و200 ألف جنيه، دفعهم الجواهرجي لقاء قيمة التأمين على المحل، وهو الذي سهل لهم عملية السطو التي تمت بنجاح، وحصلوا على 800 ألف جنيه.
ثم جاءت عملية سرقة عقد أثري من مزاد الأكابر، الذي كان يقام تحت ستار حفل كبير يدعى إليه صفوة المجتمع من رجال أعمال وفنانين. وكان يتم انتقاء الحضور عبر باركود يرسل إليهم. تعرف الأخوة على نانسي التي تحمل الباركود، وهي تختار الشباب لقضاء بعض الوقت معهم ثم تتركهم. حاول ربيع الاقتراب منها، لكنها اختارت رمضان الذي تمكن من تخديرها وسرقة الباركود. ثم رافقها مرة أخرى حتى لا تذهب للحفل، وقاموا بشراء العقد بنقود مزيفة، حصلوا عليها من المُزور عباس الجن. كانت النقود مزيفة بإتقان شديد، ولا تكشفها سوى ماكينة العد. تمكنوا من شراء العقد ودفع النقود المزيفة، وأثناء العد، سرق ربيع العقد من داخل علبته الأثرية وسلمه لعاطف الذي هرب به بغيدًا.
عند اكتشاف الخدعة، نشب صراع بين ربيع ورضا مع صاحب المزاد، فؤاد الصقر، ورجاله. تمكن رجب من اقتحام الحفل راكباً دراجة نارية لإحداث فوضى، ما سمح لهم بالهروب بعد مطاردة فؤاد الصقر ورجاله. تعذر بيع العقد بدون علبته وشهادة براءته، واضطروا لتحمل المصاريف ودفع ثمن النقود المزيفة لعباس الجن. كان السبيل الوحيد للحصول على النقود هو دخولهم في عملية جديدة أعدها لهم رؤوف، وهي النصب على نصاب دبلوماسي يدعى كمال، يعمل بأحد السفارات. عرض عليهم أن يشاركوه في عملية سريعة بمبلغ 2 مليون دولار، ويضع هو نفس المبلغ. رفض رضا المشاركة، لكن ربيع جمع باقي الإخوة، وتمكنوا من أخذ نقود صحيحة من الجن لأنها ستخضع للكشف.
تعرض الدبلوماسي كمال لعملية سطو من الأخوة، ولكن المفاجأة كانت أنه لم يكن يحمل النقود، وادعى أن لصوصاً تعرضوا له وأخذوا ما كان معه. إلا أنهم اكتشفوا أنه أخفى النقود في مكان ما على الطريق. اضطر عباس الجن إلى احتجاز زوجة رضا وابنه مقابل استرجاع نقوده. فاضطر رضا للعودة إلى الجريمة لإنقاذ عائلته. تم إيهام عاطف بأنهم علموا بمكان النقود، وأُرسل ليقترب من كمال الذي اختطفه ليعرف نوايا الإخوة. وضعه على آلة كشف الكذب وعذبه حتى اعترف بمكان النقود.
عندما ذهب كمال للاطمئنان على نقوده، اكتشف أن الأخوة كانوا في إثره، واستولوا على جميع النقود. تم تصوير كمال وتهديده بالفضيحة كدبلوماسي. في النهاية، أعادوا للجن نقوده، وبالنقود المتبقية سددوا ما عليهم، وأفتتحوا معرضاً للسيارات.

## طاقم التمثيل
- أحمد عز بدور رضا رزق[3][4]
- عمرو يوسف بدور ربيع رزق
- أحمد الفيشاوي بدور رجب رزق
- كريم قاسم بدور رمضان رزق
- أحمد داود بدور عاطف علي سرحان
- محمد ممدوح بدور رؤوف حمزاوي
- نسرين أمين بدور حنان حسين
- باسم سمرة بدور عباس الجن
- خالد الصاوي بدور كمال
- غادة عادل بدور نانسي
- إياد نصار بدور الصقر (ضيف شرف)
- ريم مصطفي بدور هاجر
- مصطفي جعفر بدور راجا
- إسماعيل شرف (ضيف شرف)
- سيد رجب بدور المعلم صقر (ضيف شرف)
- محمد لطفي بدور شربيني (ضيف شرف)
- آسر ياسين بدور الشايب
- سوسن بدر (ضيفة شرف)
- ماجد المصري (بشخصه)
- أصالة نصري (بشخصيتها)
- يسرا (بشخصيتها)
- منى ممدوح بدور شهد
- إسلام إبراهيم بدور علاء زوج شهد (ضيف شرف)
- سمر الحمادي

## التسويق
تم الكشف عن الإعلان الرسمي للفيلة على موقع اليوتيوب في 22 يوليو 2019. تصدر الإعلان الرسمي التريند، محققًا ما يقرب من نصف مليون مشاهدة، وحقق الإعلان 432,938 مشاهدة في أقل من 24 ساعة.

## وصلات خارجية
- مقالات تستعمل روابط فنية بلا صلة مع ويكي بيانات